# Andrij Biba
Andrij Andrijovyč Biba (in ucraino Андрій Андрійович Біба?, in russo Андрей Андреевич Биба?, Andrej Andreevič Biba; Kiev, 10 agosto 1937) è un allenatore di calcio ed ex calciatore sovietico, dal 1991 ucraino, di ruolo centrocampista.

## Carriera

### Club
L'11 luglio 1962, in una sfida di campionato valida per il quinto turno, firma una quaterna di reti contro lo Spartak Erevan, incontro conclusosi sul 8-1 a favore della Dinamo Kiev.

### Nazionale
Nel 1965 ha giocato una partita con la nazionale sovietica.

## Statistiche

### Cronologia presenze e reti in nazionale
| Cronologia completa delle presenze e delle reti in nazionale ― Unione Sovietica | Cronologia completa delle presenze e delle reti in nazionale ― Unione Sovietica | Cronologia completa delle presenze e delle reti in nazionale ― Unione Sovietica | Cronologia completa delle presenze e delle reti in nazionale ― Unione Sovietica | Cronologia completa delle presenze e delle reti in nazionale ― Unione Sovietica | Cronologia completa delle presenze e delle reti in nazionale ― Unione Sovietica | Cronologia completa delle presenze e delle reti in nazionale ― Unione Sovietica | Cronologia completa delle presenze e delle reti in nazionale ― Unione Sovietica |
| Data                                                                            | Città                                                                           | In casa                                                                         | Risultato                                                                       | Ospiti                                                                          | Competizione                                                                    | Reti                                                                            | Note                                                                            |
| ------------------------------------------------------------------------------- | ------------------------------------------------------------------------------- | ------------------------------------------------------------------------------- | ------------------------------------------------------------------------------- | ------------------------------------------------------------------------------- | ------------------------------------------------------------------------------- | ------------------------------------------------------------------------------- | ------------------------------------------------------------------------------- |
| 04/07/1965                                                                      | Mosca                                                                           | Unione Sovietica                                                                | 0 – 3                                                                           | Brasile                                                                         | Amichevole                                                                      | -                                                                               | 68’                                                                             |
| Totale                                                                          |                                                                                 | Presenze                                                                        | 1                                                                               |                                                                                 | Reti                                                                            | 0                                                                               |                                                                                 |

## Palmarès

### Giocatore

#### Club
- Campionato sovietico: 3

Dinamo Kiev: 1961, 1966, 1967
- Coppa dell'Unione Sovietica: 2

Dinamo Kiev: 1964, 1965-1966

#### Individuale
- Calciatore sovietico dell'anno: 1

1966